# Doe Stil Voort
Doe Stil Voort (en néerlandais ; en français : Continue en silence ou Poursuis tranquillement ta route) est un cercle artistique bruxellois, fondé le 15 octobre 1903, dont l'activité fut temporairement interrompue pendant la Première Guerre mondiale. Après avoir été reconstituée en 1917, cette société est définitivement dissoute en 1918.

## Bref historique

### Première période: 1903-1913
Le cercle artistique Doe Stil Voort fut fondé, entre autres, par le compositeur Paul Gilson et les écrivains Pol de Mont, Willem Gijssels et August Vermeylen, leur objectif étant de promouvoir l'art et la littérature,. Ils organisaient des expositions et des conférences qui avaient lieu à la Maison flamande (Vlaamsch Huis) à Bruxelles. Le cercle reçut des envois de peintres tels qu'Eugène Laermans et Jakob Smits, ou d'artistes étrangers tels que Piet Mondrian.
En 1910, Hellens exprima sa déception quant à l'absence d'originalité au sein du cercle Doe Stil Voort :

« Ils restent attachés à la manière déjà désuète qui n'a en vue que la peinture de la matière, l'atmosphère les occupe peu et ils ne font preuve d'aucun effort d'interprétation personnelle. »

Jusqu'en 1913, les expositions annuelles eurent lieu au Musée d'art moderne de Bruxelles, qui accueillait d'ailleurs aussi d'autres expositions d'associations d'artistes. Aux premiers salons, tout avant-gardisme fut repoussé, et on s'abstenait de toute originalité et de toute interprétation autonome.
Parmi les exposants de la première phase de l'existence de Doe Stil Voort, on compte Jos Albert, François Beauck, Joe English, Jacoba van Heemskerck, Jan Sluijters, Léon Spanoghe, Léon Spilliaert, Paul Stoffijn et Fernand Verhaegen. Ayant rejoint ce groupe après la dissolution du cercle artistique Labeur, Marten Melsen exposait à la société Doe Stil Voort dès 1908, de même que Maurice Sys,. Fernand Gysen expose ses sculptures en 1910. Jos Albert exposa également avec Doe Stil Voort en 1911 et en 1912. Lors de la sixième exposition de 1912, parmi les exposants figurent : les peintres Joe English, Piet Gillis, Henri Roidot, Henry Rul, Léon Spilliaert, Henri  Victor Stiellemans, Edgard Tytgat et Emile Vermeersch.

### Seconde période: 1917-1918
Encore pendant la guerre, vers 1916- 1917, Willem Gijssels reconstitua le cercle à la Maison flamande de la Grand-Place de Bruxelles, où avait lieu l'exposition annuelle. En 1918, grâce au cercle Doe Stil Voort, un moderniste comme De Boeck reçut pour la première fois l’occasion de présenter son œuvre à un public plus large. Cette deuxième phase était en fait beaucoup plus ciblée sur l'avant-garde.
En mars 1918, une exposition du cercle se tint à Amsterdam. Puis, vers la fin de la guerre, du début de juin au début de juillet de la même année, le cercle occupa les cimaises du Musée d'art moderne de Bruxelles. L'exposition fut un tel succès que l'on organisa un second accrochage du début de juillet au début d'août. Les œuvres les plus avant-gardistes se trouvaient réunies dans une salle. Cette exposition fut organisée sous les auspices du Conseil de Flandre et du Département flamand du ministère des Arts et des Sciences, et reçut la visite de Joseph Leonard Haller von Ziegesar, de René de Clercq et d'autres. Le département activiste y acheta un dessin de Jozef Peeters et un tableau de Hendrik Luyten.
Parmi les exposants de cette seconde période se trouvaient Jan-Frans Cantré, Jan Cockx, Albert Daenens, Edmond van Dooren, Jos Leonard (nl), Jozef Peeters, Victor Servranckx, Jules de Sutter et Prosper de Troyer.
Plusieurs membres ayant témoigné d'une certaine sympathie à l'égard de l'occupant allemand, d'autres donnèrent leur démission.
En 1918, la société est dissoute.
Après la guerre, on reprochait à certains artistes la participation aux expositions de Doe Stil Voort. Ce fut par exemple le cas de Modeste Huys, dont le Conseil de Flandre avait acheté une toile, mais aussi d'Albert Saverys, ami du précédent.
Expositions
- 1907 : premier salon, salle Boute ;
- 1908 : deuxième exposition annuelle au musée royal d'art moderne à Bruxelles[15] ;
- 1909 (juillet) : troisième exposition annuelle ;
- 1910 (ouverture le 30 juillet) : quatrième exposition annuelle[7] ;
- 1911 (ouverture le 5 août) : cinquième exposition annuelle[16] ;
- 1912 (du 27 juillet au août) : sixième exposition annuelle[8].
- Aucune activité pendant la période 1914-1916 ;
- 1917 (mai-juin) : exposition dans la Maison flamande de la Grand-Place de Bruxelles ;
- 1918 (du 8 juin au 8 juillet et du 13 juillet au 5 août 1918) : exposition au musée d'art moderne[11].

## Ressources

### Source
- (nl) Cet article est partiellement ou en totalité issu de l’article de Wikipédia en néerlandais intitulé « Doe Stil Voort » (voir la liste des auteurs).